# Capilla Rothko
La Capilla Rothko es un centro abierto a todas las creencias y religiones en Houston, Texas, al sur de Estados Unidos, fue fundada por John y Dominique de Menil en 1971.
La capilla es una institución independiente, que ofrece un santuario espiritual para personas de todas las religiones y un espacio de meditación inspirado por las pinturas de Mark Rothko (1903-1970). El artista recibió la comisión de parte de los De Menil en 1965 y trabajó estrechamente con los arquitectos para crear la planta octogonal con un espacio central de meditación con luz cenital, alrededor del cual colgaría catorce grandes lienzos.
Funciona como capilla, museo y foro en el que se llevan a cabo ceremonias de todos los credos, cursos y conferencias, buscando la experiencia y conocimiento de las diferentes tradiciones espirituales.
Susan J. Barnes afirma que "La Capilla Rothko se convirtió en un centro ecuménico de primera (...) un lugar sagrado abierto a todas las religiones y a los que no pertenecen a ninguna".

## Arquitectura
La capilla es un edificio de ladrillo en la forma de octágono irregular, con paredes de estuco gris o rosa y un tragaluz con deflectores. Sirve tanto como lugar de meditación y salón de reuniones y está amueblada con ocho bancas simples y portátiles. Libros sagrados de varias religiones están disponibles. 
El arquitecto original fue Philip Johnson, pero otros arquitectos también participaron en modificaciones al diseño.

## Obras de arte
La capilla es asociada con varias obras de arte, aparte del edificio mismo, en las áreas de pintura, escultura y música. 

### Pinturas

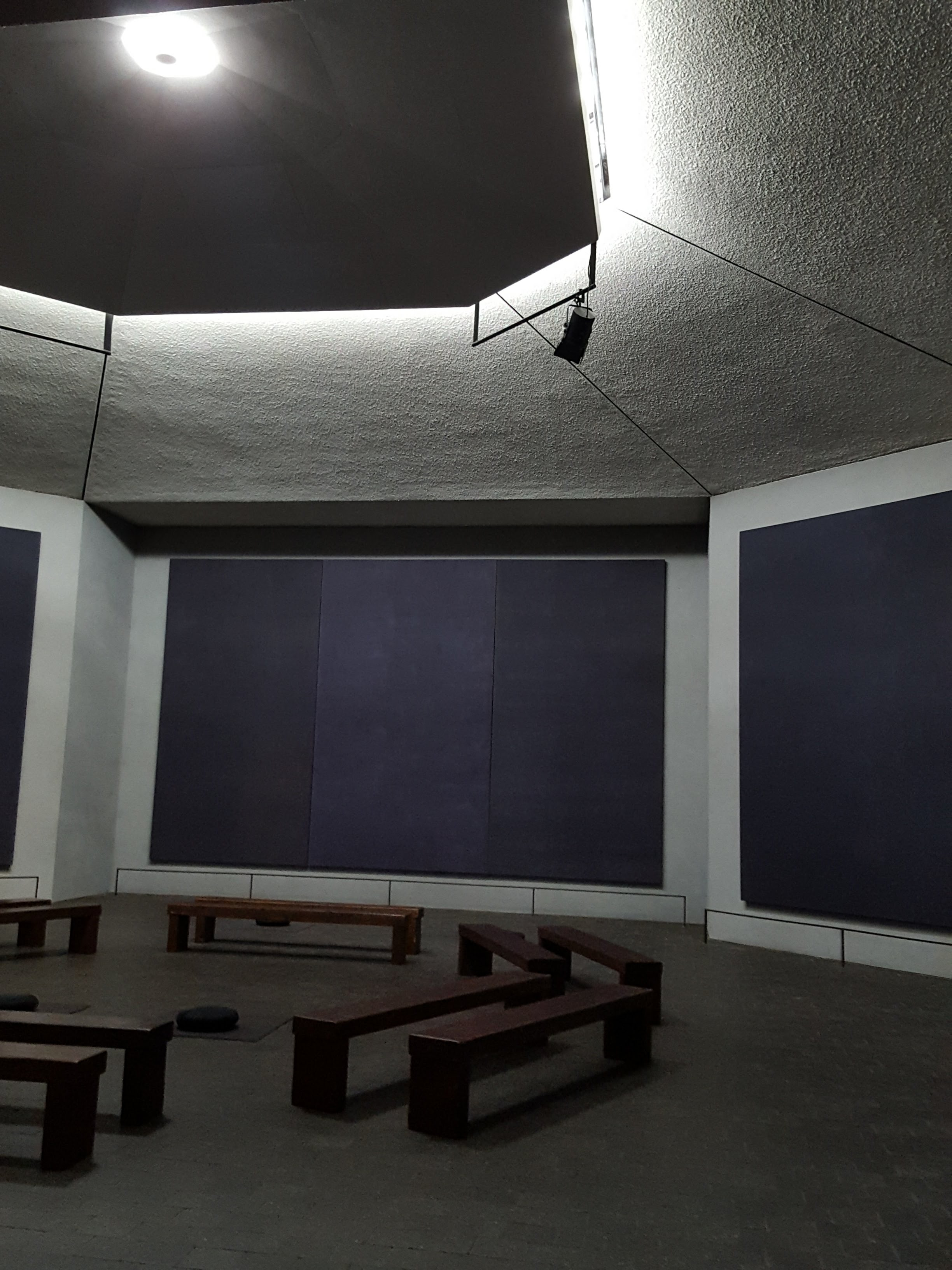
Rothko chapel interior

Catorce pinturas de Rothko se exhiben en la capilla. Tres paredes muestran trípticos, mientras que las otras cinco paredes contienen pinturas individuales. Rothko empezó a pintar una serie de pinturas de color negro en 1964, las cuales incoporaban otras tonalidades oscuras y efectos en la textura. Desde el otoño de 1964 hasta la primavera de 1967, pintó las catorce pinturas grandes y cuatro alternos.

### Escultura

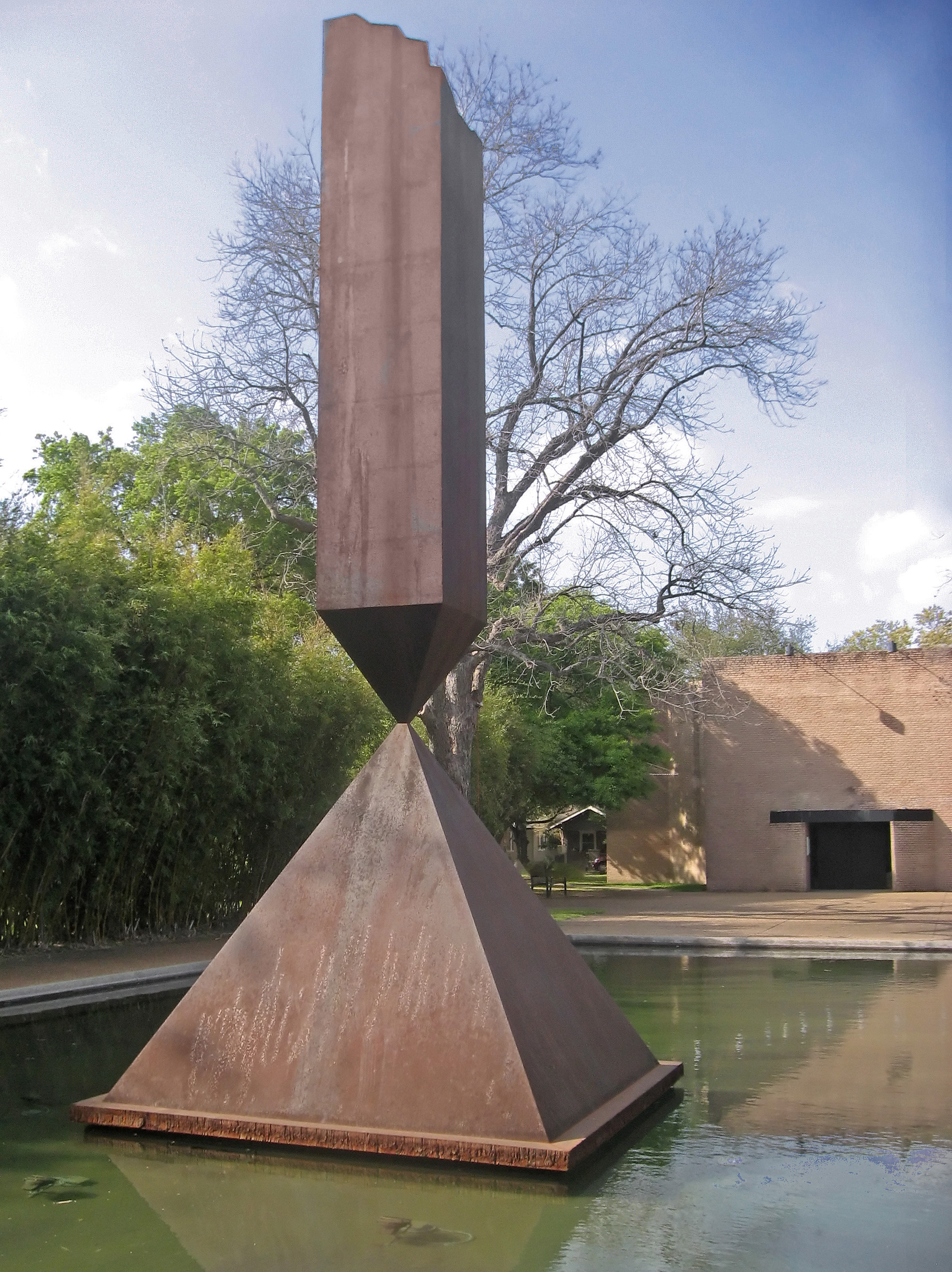
Obelisco roto frente a la Capilla Rothko

Una escultura distintiva de Barnett Newman, Broken Obelisk, se encuentra frente a la capilla, sobre un estanque reflejante diseñado por Philip Johnson. La escultura estaba originalmente en Washington D. C., y fue ofrecida en 1969 por John y Dominique de Menil a la ciudad de Houston como un monumento conmemorativo a Martin Luther King, Jr. para colocarla frente al edificio del ayuntamiento. El regalo fue declinado por la ciudad de Houston y los de Menil donaron la escultura y las pinturas de Rothko para empezar la capilla.

### Música
Rothko Chapel (1971), es una de las piezas de música más conocidas de Morton Feldman y fue inspirada y escrita para ser ejecutada en la capilla. Peter Gabriel nombró una de sus canciones "Fourteen Black Paintings" después de su experiencia en la capilla. David Dondero compuso la canción "Rothko Chapel" que es parte de su álbum de 2007 "Simple Love". Monjes tibetanos Gyuto tántricos ejecutaron cantos armónicos en abril de 1986.

## Reconocimiento
Como punto focal de diálogo entre líderes de justicia social, arte, y espirituales, la Capilla Rothko ha recibido varios premios notables. Estos incluyen el Premio a la Paz de la Comunidad Baha'i de Houston (1998), el Premio James L. Tucker de los Ministerios Interconfesionales (2004) y reconocimientos del Centro de Paz y Justicia de Houston (2008), entre otros.

## Vandalismo
El 18 de mayo de 2018, el personal del museo descubrió que la capilla había sido vandalizada. Se vertió pintura blanca cerca de la entrada y en la piscina reflectante que rodea la escultura del Obelisco Roto. También se esparcieron folletos alrededor de los jardines y la piscina, que decían "It's okay to be white." (Está bien ser blanco)